# Цзыюань-3
Цзы юань-3 (кит. трад. 資源三號, упр. 资源三号, пиньинь Zī yuán sān háo, палл. Цзы юань сань хао, буквально: «Ресурс-3», по первым буквам записи в транскрипции пиньинь обозначают ZY-3) — китайский геологический спутник. Предназначен для дистанционного зондирования Земли, получения высококачественных изображений для нужд землепользования, мониторинга ресурсов, экологии, городского планирования и борьбы со стихийными бедствиями.

## Конструкция
На спутнике установлены три панхроматические камеры с высоким разрешением и инфракрасный мультиспектральный сканер. Камеры направлены вперёд, назад под углами 22 градуса и вниз (к Земле). Передняя и задняя камеры имеют разрешение 3,5 метра и сканируют полосу земли шириной 52,3 км. Обращённая к Земле камера имеет разрешение 2,1 м и полосу сканирования шириной 51,1 км. Инфракрасный сканер разрешением 6 метров сканирует 51-километровую полосу.

## Запуск
Спутник успешно запущен с космодрома Тайюань вместе с люксембургским аппаратом Vesselsat 2. Срок функционирования Цзы юаня-3 — четыре года, с возможным продлением до пяти лет.